# جواد الوداعي
جواد الوداعي (1923 - 21 مارس 2016 في السلمانية، البحرين) رجل دين شيعي بحريني.

## النشأة والتعليم
وُلد في العام 1923 برأس الرمان في محافظة العاصمة في البحرين. هو الابن الوحيد لوالديه.
يعتبر أحد أبرز علماء الدين في البحرين والأب الروحي للحوزة الدينية في البحرين. كان لصيقاً لجده لوالدته علي الوداعي بسبب كثرة غياب والده الذي كان يعمل في مجال تجارة المواد الغذائية بعد أن كان يعمل في قص الحجارة من البحر وبيعها على البنائين.
هاجر هو وعائلته إلى مدينة النجف بالعراق والتحق بالحوزة العلمية هناك لمدة 20 عامًا. تتلمذ في الحوزة على يد كبار المراجع أمثال محسن الحكيم المرجع الأعلى آنذاك وأبو القاسم الخوئي وعلي التبريزي ومحمد باقر الصدر كما حضر دروس محمد أمين زين الدين وغيره. تميز أثناء فترة الدراسة في النجف ببراعته في تدريس مواد المقدمات والسطوح فقد كان كبار العلماء ينتدبون أبناءهم للتتلمذ على يديه في كتاب «الشرائع» و«اللمعة الدمشقية».

## المسيرة الدينية
بعد مرور عشرين عامًا قضاها في مدينة النجف عاد إلى بلده البحرين بعد أن أنجب معظم أولاده هناك. أنشأ حوزة الإمام الباقر في قرية باربار والتي تعد من أهم الحوزات الدينية في البحرين. عُرف بنشاطه الكبير في المجال الاجتماعي والسياسي وعلاقاته الواسعة واحترامه بين مختلف شرائح المجتمع البحريني.

## احتجاجات عام 2011
على إثر قيام الاحتجاجات في عام 2011 التي طالب فيها المحتجون الشيعة واليساريون في البداية بتطبيق الديمقراطية ثم بإسقاط النظام الملكي في البحرين فإن الوداعي كان على رأس مجموعة من رجال الدين الذين اتخذوا مواقف داعمة للاحتجاجات.

## الوفاة
توفي الوداعي في 21 مارس 2016 بعد صراع مع المرض. وأقيمت مراسم الدفن في اليوم التالي في مقبرة الحورة.